# Max Mannix
Pour les articles homonymes, voir Mannix (homonymie).
Max Mannix est un réalisateur et scénariste australien.
Il a longtemps joué au rugby à XIII, dans l'équipe australienne de Canterbury, entraînée à l'époque par Warren Ryan, « un coach réputé pour avoir si intelligemment révolutionné les systèmes défensifs que sa méthode fonctionne, aujourd'hui encore ».
Il reste également très investi dans le rugby à XIII  puisqu'il contribue à développer ce sport au Japon ,.

## Filmographie
Réalisateur
- 2008 : Dance of the dragon
- 2009 : Rain Fall
- 2019 : The Brighton Miracle[1]

Scénariste
- 2008 : Dance of the dragon, de Max Mannix
- 2008 : Tokyo Sonata (トウキョウソナタ, Tōkyō Sonata) de Kiyoshi Kurosawa
- 2009 : Rain Fall, de Max Mannix